# Allophylus spectabilis
Allophylus spectabilis är en kinesträdsväxtart som beskrevs av Ernest Friedrich Gilg. Allophylus spectabilis ingår i släktet Allophylus och familjen kinesträdsväxter. Inga underarter finns listade i Catalogue of Life.